# Alan Oakes
Alan Arthur Oakes (Winsford, 7 settembre 1942) è un ex calciatore e allenatore di calcio britannico, primatista di presenze nella storia del Manchester City con 669 presenze.

## Carriera
Con 776 presenze è settimo per numero di presenze in Football League.

## Palmarès

### Club

#### Competizioni nazionali
- Campionato inglese: 1

Manchester City: 1967-1968
- Coppa d'Inghilterra: 1

Manchester City: 1968-1969
- Coppa di Lega inglese: 2

Manchester City: 1969-1970, 1975-1976
- Community Shield: 2

Manchester City: 1968, 1972
- Second Division: 1

Manchester City: 1965-1966

#### Competizioni internazionali
- Coppa delle Coppe: 1

Manchester City: 1969-1970